# Marine on St. Croix (Minnesota)
Marine on St. Croix é uma cidade localizada no estado americano de Minnesota, no Condado de Washington.

## Demografia
Segundo o censo americano de 2000, a sua população era de 602 habitantes.

## Geografia
De acordo com o United States Census Bureau tem uma área de
10,8 km², dos quais 10,2 km² cobertos por terra e 0,6 km² cobertos por água.

## Localidades na vizinhança
O diagrama seguinte representa as localidades num raio de 20 km ao redor de Marine on St. Croix.